# St. Marys River (Maumee River)
Der St. Marys River ist ein rund 160 km langer Nebenfluss des Maumee River in den US-Bundesstaaten Indiana und Ohio. 
Am Zusammenfluss mit dem St. Joseph River bildet er in Fort Wayne den Maumee River, der zum Flusssystem des Sankt-Lorenz-Stroms gehört. Das Einzugsgebiet einschließlich der beiden Quellflüsse und der zahlreichen Nebenflüsse umfasst 2196 km² und erstreckt sich insgesamt über sieben Countys.
Der St. Marys River wird im westlichen Auglaize County 2 km östlich der Ortschaft St. Marys durch den Zusammenfluss des East Branch und des Center Branch St. Marys River gebildet. Er wendet sich zunächst nach Norden, biegt nach etwa 12 km nach Westnordwest und behält diese generelle Richtung bis zum Zusammenfluss mit dem St. Joseph River bei. Dabei durchfließt er die Countys Auglaize, Mercer und Van Wert in Ohio, sowie die Countys Adams und Allen in Indiana.
Das Einzugsgebiet wird überwiegend landwirtschaftlich genutzt. Annähernd 84 % bestehen aus Ackerland, 7 % sind Wald oder Feuchtgebiet und die verbleibenden 7 % sind urbanisiert oder werden anderweitig genutzt. Die größten Städte sind Fort Wayne und Decatur in Indiana, sowie Celina und St. Marys in Ohio. Die Bevölkerungszahl im Einzugsgebiet beträgt rund 770.000 Personen.